# 57-й моторизованный корпус (вермахт)
57-й моторизованный корпус (нем. LVII. Armeekorps (mot.)), сформирован 15 февраля 1941 года.
21 июня 1942 года переименован в 57-й танковый корпус.

## Боевой путь корпуса
С 22 июня 1941 года — участие в германо-советской войне, в составе группы армий «Центр».
К моменту нападения на СССР в состав корпуса входили 12-я и 19-я танковые, 18-я моторизованная дивизии. Корпус входил в состав 3-й танковой группы Гота. Располагался в Сувалкском выступе.
Согласно плану, наступление шло в направлении Меркине — Варена — Вороново — Ошмяны. В задачу корпуса входило прикрытие 39-го мотокорпуса, наступающего севернее в направлении Вильнюса от возможного контрудара советских войск со стороны Лиды. Вплоть до падения Минска 28 июня корпус отражал многочисленные атаки советских войск, выходящих из окружения из Минского котла в северо-восточном направлении.
Далее бои в Белоруссии, затем в районе Смоленска, Вязьмы, затем бои под Москвой.

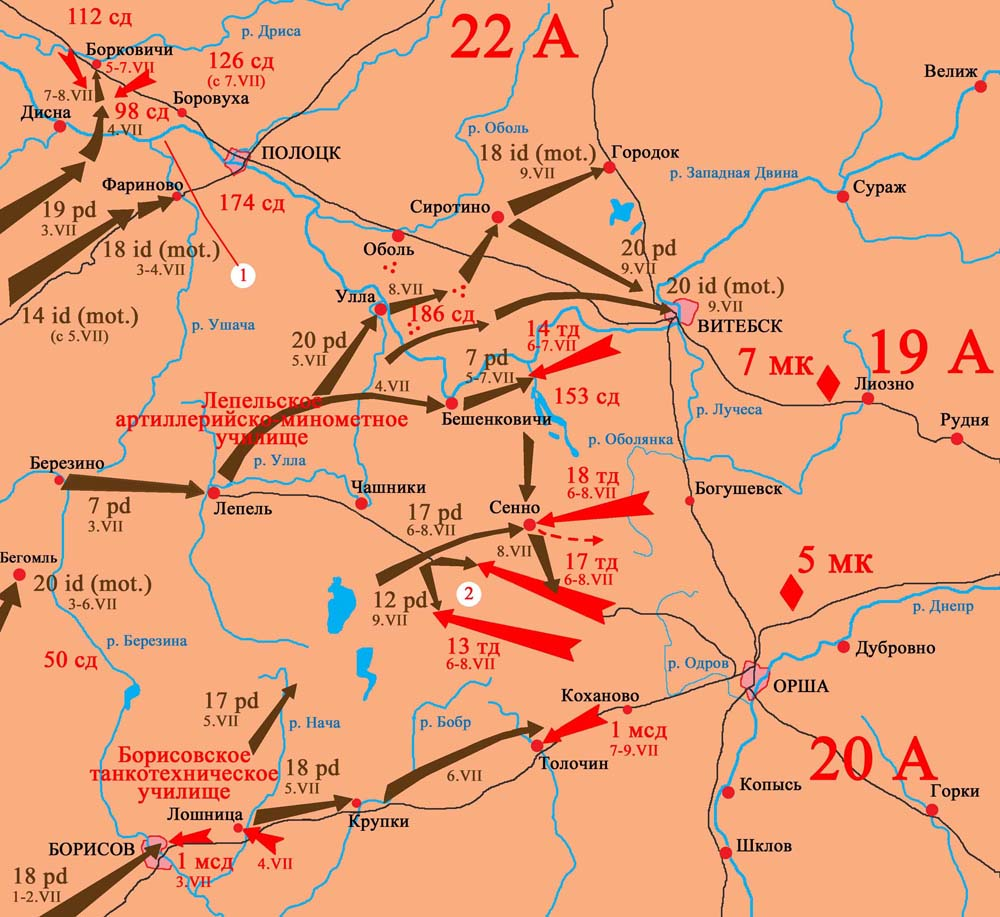
Смоленск: 1—10 июля 1941. 1. Линия Полоцкого УРа

Смоленск: 10—18 июля 1941

В 1942 году — бои в районе Юхнова.

## Состав корпуса
В июне 1941 года:
- 12-я танковая дивизия
- 19-я танковая дивизия
- 18-я моторизованная дивизия

В октябре 1941 года:
- 20-я танковая дивизия
- 3-я моторизованная дивизия
- 2-я танковая дивизия СС «Рейх»

В январе 1942 года:
- 19-я танковая дивизия
- 34-я пехотная дивизия
- 98-я пехотная дивизия

## Командиры корпуса
- С даты формирования и до 15 ноября 1941 года — генерал танковых войск Адольф Кунцен
- С 15 ноября 1941 года до 12 января 1942 года — генерал танковых войск Фридрих Кирхнер
- С 12 января 1942 года до 31 января 1942 года — генерал танковых войск Адольф Кунтцен
- С 31 января 1942 года и до переименования — генерал танковых войск Фридрих Кирхнер